# Syringa pinnatifolia
Syringa pinnatifolia — вид квіткових рослин з родини маслинових (Oleaceae).

## Біоморфологічна характеристика
Це кущ 1–4 м заввишки. Гілки, як правило, 4-кутні, разом із листковими ніжкою й рахісом, квітконіжкою та чашечкою голі. Листки перисто-складні; листочків 7–11(13), супротивні або майже так; пластинка від яйцеподібно-ланцетної до яйцеподібної форми, 5–30 × 3–13 мм, гола чи адаксіально (верх) рідко запушена, вершина від гострої до загостреної чи тупої. Волоті бічні, злегка пониклі, 20–65 × 20–50 см. Чашечка ≈ 2.5 мм. Віночок білий чи світло-червоний, з дещо бузковим відтінком, 10–16 мм; трубка злегка воронкоподібна, 8–12 мм; частки яйцеподібні або довгасті. Пиляки жовті. Коробочка довгаста, 10–13 мм, гладка. Цвітіння: травень — червень; плодіння: серпень — вересень.

## Проживання
Росте в північному й центральному Китаї (Ганьсу, Внутрішня Монголія, Нінся, сх. Цинхай, пд. Шеньсі, зх. Сичуань).
Населяє зарості на схилах; на висотах 2600–3100 метрів.